# エルパソ・チワワズ
エルパソ・チワワズ（英語: El Paso Chihuahuas, 略称: ELP）は、アメリカ合衆国テキサス州エルパソに本拠地を置くマイナーリーグの野球チーム。メジャーリーグのサンディエゴ・パドレスの傘下AAA級チームで、パシフィックコーストリーグ東地区に所属している。

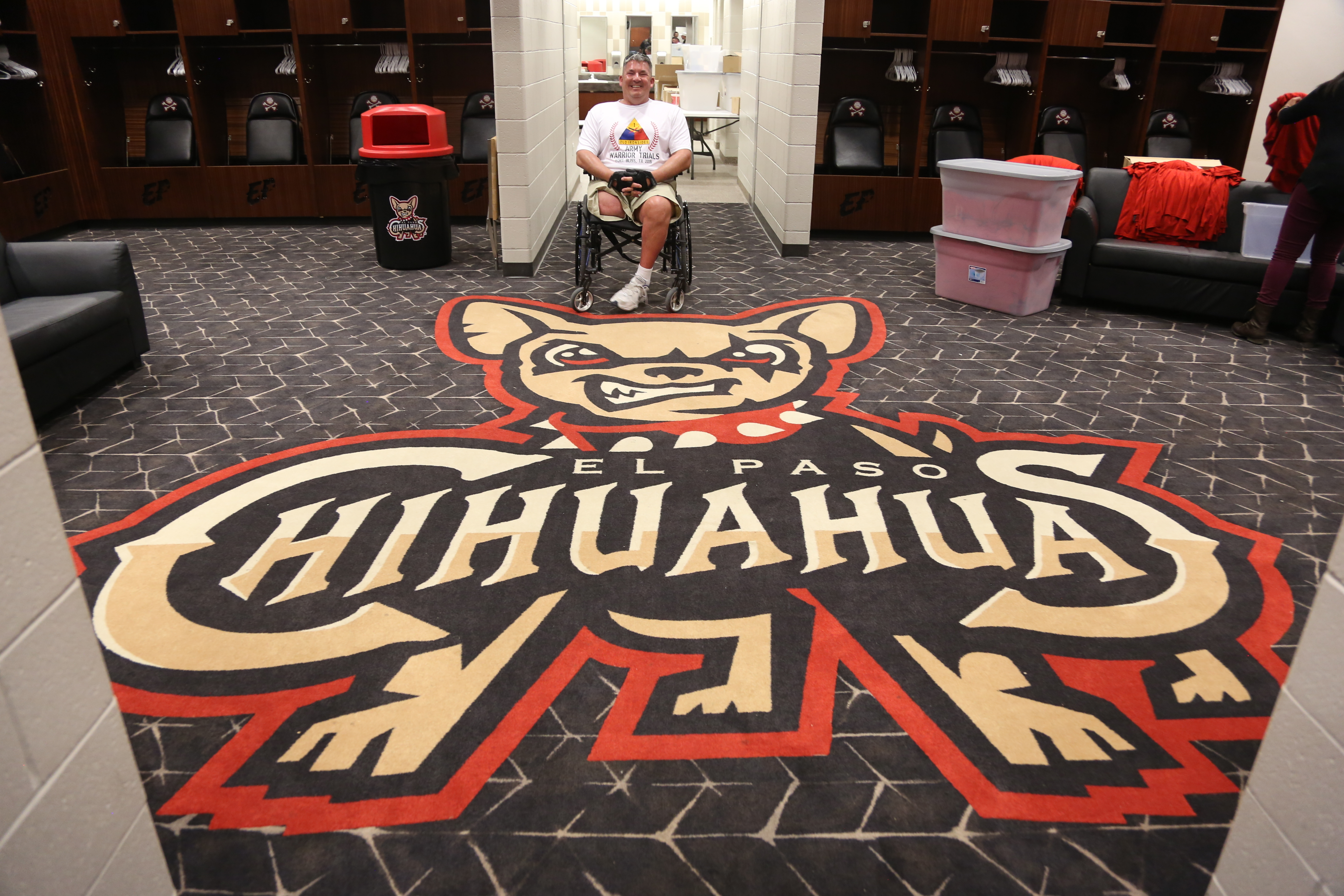
サウスウェスト・ユニバーシティ・パークのCHICOのロゴ

## 歴史

### 球団設立と黎明期
1903年、「ロサンゼルス・エンゼルス」として創設。パシフィックコーストリーグに所属した。
1932年、シカゴ・カブスと提携開始。

### ドジャース傘下時代
1957年、ブルックリン・ドジャースと提携した。同年オフにドジャースがロサンゼルスに移転するため、チームはワシントン州スポケーン郡スポケーンに移転し、「スポケーン・インディアンス」に改名。
1971年のオフにニューメキシコ州アルバカーキに移転し、「アルバカーキ・デュークス」に改名。監督にトミー・ラソーダが就任。チャーリー・ハフ、デイビー・ロープス、ロン・セイ、ラリー・ハイズルなど後のスター選手の活躍でリーグ優勝を果たした。
1990年からはマイク・ピアッツァ、ペドロ・マルティネス、ジョン・ウェッテランド、ラウル・モンデシー、ポール・コネルコなどスター選手を輩出。
2000年のオフに、オーナーであるロジナック家がオレゴン州ポートランドの利益団体に売却。チームはポートランドに移転し、「ポートランド・ビーバーズ」に改名した。提携していたドジャースはサンディエゴ・パドレスと傘下AAA級球団をトレード。ビーバーズはパドレスの傘下となり、ドジャースはラスベガス・スターズと提携を開始した。
2001年に本拠地のシビック・スタジアムを改装し、PGEパークに改名。
2010年7月にオーナーのメリット・ポールソンが球団の売却を発表。その後パドレスのオーナーのジェフ・ムーラッドがチームの買収と移転を発表した。

### パドレス傘下時代
2011年シーズンからアリゾナ州ツーソンへ移転し、「ツーソン・パドレス」に改名。
2011年12月にオーナーのムーラッドがチームも売却を発表したが、オファーがなかったため、存続することとなった。
2012年7月30日にマウンテンスター・スポーツ・グループが球団の買収と、2014年シーズンにテキサス州エルパソへ移転することを発表。
2013年10月22日にマウンテンスター・スポーツはチーム名を「エルパソ・チワワズ」に改名することを発表した。2013年シーズン終了までは、2006年に設立されたアメリカン・アソシエーションに所属する球団である「エルパソ・ディアブロス」が存在していたが、チーム解散に伴って入れ代わる形となった。
2014年8月3日の試合で、愛犬と一緒に野球観戦できるイベントに合わせ、シャツ前面に巨大なチワワの顔写真をデザインした斬新なユニフォームを着用した。

## 選手名鑑
| 投手 - -- レオネル・カンポス (Leonel Campos)* - -- アダム・クリンバー (Adam Cimber) - 45 タイロン・ゲレーロ (Tayron Guerrero) - 18 ジャスティン・ハンコック (Justin Hancock) - 25 ジェイソン・レイン (Jason Lane) - 13 ダニエル・マカッチェン (Daniel McCutchen) - 27 アーロン・ノースクラフト (Aaron Northcraft) - 23 クリス・スミス (Chris Smith) - 20 ジェリー・サリバン (Jerry Sullivan) - 32 デイル・セイヤー (Dale Thayer) - 36 ケイレブ・シールバー (Caleb Thielbar) | 投手 - -- レオネル・カンポス (Leonel Campos)* - -- アダム・クリンバー (Adam Cimber) - 45 タイロン・ゲレーロ (Tayron Guerrero) - 18 ジャスティン・ハンコック (Justin Hancock) - 25 ジェイソン・レイン (Jason Lane) - 13 ダニエル・マカッチェン (Daniel McCutchen) - 27 アーロン・ノースクラフト (Aaron Northcraft) - 23 クリス・スミス (Chris Smith) - 20 ジェリー・サリバン (Jerry Sullivan) - 32 デイル・セイヤー (Dale Thayer) - 36 ケイレブ・シールバー (Caleb Thielbar) | 捕手 - 5 ティム・フェデロビッチ (Tim Federowicz) - 15 ジェイソン・ハガティ (Jason Hagerty) - 17 ロバート・クラル (Robert Kral) 内野手 - 3 ヘクター・ゴメス (Hector Gomez) - -- ベンジ・ゴンザレス (Benji Gonzalez) - 2 マイク・マッコイ (Mike McCoy) - 8 ケイシー・マッケルロイ (Casey McElroy) - 16 ウィル・ミドルブルックス (Will Middlebrooks)* - 12 ラミロ・ペーニャ (Ramiro Pena) 外野手 - 10 ジェイク・ゴーバート (Jake Goebbert) - 28 ライマー・リリアーノ (Rymer Liriano)* - 11 ハンター・レンフロー (Hunter Renfroe) | 捕手 - 5 ティム・フェデロビッチ (Tim Federowicz) - 15 ジェイソン・ハガティ (Jason Hagerty) - 17 ロバート・クラル (Robert Kral) 内野手 - 3 ヘクター・ゴメス (Hector Gomez) - -- ベンジ・ゴンザレス (Benji Gonzalez) - 2 マイク・マッコイ (Mike McCoy) - 8 ケイシー・マッケルロイ (Casey McElroy) - 16 ウィル・ミドルブルックス (Will Middlebrooks)* - 12 ラミロ・ペーニャ (Ramiro Pena) 外野手 - 10 ジェイク・ゴーバート (Jake Goebbert) - 28 ライマー・リリアーノ (Rymer Liriano)* - 11 ハンター・レンフロー (Hunter Renfroe) |
| * 40人ロースター 2015年9月22日更新 [公式サイト(英語)より：ロースター 選手の移籍・故障情報] | | | |

## 過去の主な所属選手
- マイク・ピアッツァ
- ペドロ・マルティネス
- ジョン・ウェッテランド
- ラウル・モンデシー
- ポール・コネルコ
- ウィル・ベナブル
- カイル・ブランクス
- ローガン・フォーサイス
- マット・クラーク
- ブルックス・コンラッド
- 秋山翔吾
- フェルナンド・タティス・ジュニア
- コーリー・スパンジェンバーグ
- ブレット・ウォレス